# Mezőörs, Győr-Moson-Sopron
Mezőörs  este un sat în districtul Győr, județul Győr-Moson-Sopron, Ungaria, având o populație de 986 de locuitori (2011). 

## Demografie
Componența etnică a satului Mezőörs
     Maghiari (99,19%)
     Alții (0,81%)
Componența confesională a satului Mezőörs
     Romano-catolici (48,07%)
     Reformați (25,56%)
     Fără religie (3,25%)
     Luterani (1,32%)
     Necunoscută (21,81%)
Conform recensământului din 2011, satul Mezőörs avea 986 de locuitori. Din punct de vedere etnic, majoritatea locuitorilor (99,19%) erau maghiari. Nu există o religie majoritară, locuitorii fiind romano-catolici (48,07%), reformați (25,56%), persoane fără religie (3,25%) și luterani (1,32%). Pentru 21,81% din locuitori nu este cunoscută apartenența confesională.